# Ellen Paschke
Ellen Paschke (* 13. Dezember 1947 in Brunsbüttel, Schleswig-Holstein) ist eine deutsche Gewerkschafterin. Von Oktober 2003 bis März 2013 war sie Mitglied des Bundesvorstands der Vereinten Dienstleistungsgewerkschaft (ver.di).

## Leben
Nach dem Schulabschluss lernte sie in den Jahren 1963 bis 1966 den Beruf der Verwaltungsangestellten bei der Wasser- und Schifffahrtsverwaltung, dem Wasserbauamt Brunsbüttel. Dort arbeitete sie bis 1971. Anschließend war sie bis 1981 Verwaltungsangestellte in der Kreisverwaltung Dithmarschen der Gewerkschaft Öffentliche Dienste, Transport und Verkehr (ÖTV). Seit 1972 ist sie SPD-Mitglied.
Ellen Paschke ist verheiratet und hat ein Kind.

## Gewerkschaftliche Funktionen
Von 1982 bis 1994 war Ellen Paschke Geschäftsführerin der ÖTV-Kreisverwaltung Dithmarschen, anschließend stellvertretende Bezirksvorsitzende des ÖTV-Bezirks Nord. Im Bezirksvorstand übernahm sie die Arbeitsbereiche Bund und Länder, Gemeinden, Tarifpolitik sowie Frauenpolitik.
Funktionen in ver.di
Nach der Gründung der Vereinten Dienstleistungsgewerkschaft im März 2001 wurde sie zur stellvertretenden Landesbezirksleiterin des Landesbezirks Nord gewählt. Er umfasst Schleswig-Holstein und Mecklenburg-Vorpommern. Sie war zuständig für die Bereiche Tarifpolitik und Tarifkoordination, Arbeiterinnen und Arbeiter sowie Genderpolitik.
Die Delegierten des ver.di-Bundeskongresses in Berlin wählten Ellen Paschke am 25. Oktober 2003 mit 94,4 Prozent der Stimmen in den ver.di-Bundesvorstand. Sie trat die Nachfolge von Beate Eggert an, die nicht wieder gewählt worden war. Ellen Paschke leitet den Fachbereich Gesundheit, Soziale Dienste, Wohlfahrt und Kirchen (FB 3). Beim Bundeskongress 2007 wurde Ellen Paschke mit 89,6 Prozent der Delegiertenstimmen erneut in den Bundesvorstand gewählt.

## Weitere Funktionen
Im September 2009 wurde Ellen Paschlke auf Vorschlag von ver.di durch das Bundesministerium für Arbeit und Soziales in die Kommission zur Erarbeitung von Arbeitsbedingungen oder deren Änderung nach § 12 AEntG berufen. Die Kommission hat die Aufgabe, einen Mindestlohn für die Pflegebranche vorzuschlagen.